# Amelia (imię)
Amelia, Amalia – imię żeńskie pochodzenia germańskiego, powstałe jako skrócenie imion dwuczłonowych z pierwszym członem Amal-, takich jak między innymi Amalgunda lub Amalberga. 
Wśród imion nadawanych nowo narodzonym dzieciom, Amelia w 2014 r. zajmowała 8. miejsce w grupie imion żeńskich.
Amelia imieniny obchodzi: 5 stycznia, 30 marca i 20 kwietnia.
Odpowiedniki w innych językach:
- ang. – Amelia, Amalie
- franc. – Amélie
- niem. – Amalia, Amalie
- ros. – Amelija
- wł. – Amalia, Amelie, Emmelina

Osoby o imieniu Amelia lub Amalia opisane w Wikipedii:
- Amelia Andersdotter
- Amélie Cocheteux
- Amelia Earhart
- Amélie Mauresmo
- Amélie Nothomb
- Amália Rodrigues
- Amy Deasismont (Amy Deasismont)
- Amy Macdonald
- Amy Winehouse